# جائزة هوشنك غلشيري الأدبية
جائزة هوشنك غلشيري الأدبية هي جائزة أدبية إيرانية تأسست عام 2000 وسُميت تكريمًا لهوشنغ كلشيري أحد أبرز رواد الرواية الإيرانية الحديثة الذي توفي في عام 2000. تتميز بكونها إحدى الجوائز الأدبية القليلة في إيران التي تديرها منظمة غير حكومية، حيث ترعى الجائزة مؤسسة غلشيري غير الربحية. تركز الجائزة على الأدب الإيراني المعاصر. تم منح أول جائزة في عام 2001 (1380 التقويم الهجري الشمسي).

## سياسة منح الجائزة
يتم تقديم الجائزة في أربع فئات:
- أفضل رواية
- أفضل مجموعة قصص قصيرة
- أفضل رواية أولى
- أفضل مجموعة قصص قصيرة أولى

يتلقى المستلمون 10 ملايين ريال لأفضل رواية وأفضل مجموعة قصصية قصيرة، ومليوني ريال لأفضل رواية أولى، و 5 ملايين ريال لأفضل مجموعة قصصية أولى.

### التإهل للجائزة
الأعمال المؤهلة هي روايات ومجموعات من القصص القصيرة المنشورة باللغة الفارسية في إيران لأول مرة. المؤلفون الإيرانيون الذين يعيشون خارج البلاد ولكنهم ينشرون في إيران مؤهلون أيضًا.